# Anita Shreve
Anita Shreve, född 7 oktober 1946 i Dedham i Massachusetts, död 29 mars 2018 i Newfields i Vermont, var en prisbelönt amerikansk författare. 
Anita Shreve började skriva när hon arbetade som högstadielärare. En av hennes första publicerade böcker Past the island och Drifting (publicerad 1975) blev belönad med O.Henry Prize, år 1976.
Pilotens hustru blev utvald i Oprahs bokklubb i mars 1999. Sedan dess har Shreves romaner sålt i miljonupplagor över hela världen.
Hennes roman Resistance (svenska Ödets vingar) blev filmatiserad 2003, med samma titel, med Bill Paxton och Julia Ormond i huvudrollerna.